# Bernd Westphal (Diplomat)
Bernd Westphal (* 6. Oktober 1944 in Diez an der Lahn) ist ein deutscher Diplomat. Von August 2005 bis 2009 war er Botschafter der Bundesrepublik Deutschland in Libyen.

## Ausbildung und Beruf
Bernd Westphal studierte Rechtswissenschaften an den Universitäten von Bonn und Freiburg im Breisgau. Nach dem Eintritt in den Auswärtigen Dienst 1972 folgten Verwendungen an den Deutschen Botschaften in Ägypten (Attaché), in Saudi-Arabien (Zweiter Sekretär) und im Auswärtigen Amt in Bonn (Referat für den Nahen Osten). Von 1980 bis 1983 war er Botschaftsrat und Ständiger Vertreter des Botschafters in Sambia. Danach war er bis 1987  Botschaftsrat an der Ständigen Vertretung bei den Vereinten Nationen in New York. Anschließend war er von 1987 bis 1990 Leiter des Referats für das Deutsche Personal bei Internationalen Organisationen im Auswärtigen Amt. Von 1990 bis 1992 war Bernd Westphal Ständiger Vertreter des Botschafters in Saudi-Arabien sowie anschließend bis 1996 Gesandter und Leiter der Wirtschaftsabteilung an der Botschaft in Großbritannien. Von 1996 bis 2001 folgte eine Verwendung als Vortragender Legationsrat 1. Klasse und Leiter des Referats 508 (Ausländerrecht, Asylrecht und Visaverfahren) im Auswärtigen Amt in Bonn und Berlin. Von 2001 bis August 2005 war Westphal Generalkonsul der Bundesrepublik Deutschland in San Francisco. Anschließend leitete er bis 2009 die Deutsche Botschaft in Tripolis (Libyen).
| Vorgänger               | Amt                                         | Nachfolger     |
| ----------------------- | ------------------------------------------- | -------------- |
| Heinrich-Peter Rothmann | Deutscher Botschafter in Tripolis 2005–2009 | Matthias Meyer |

| Personendaten    | Personendaten      |
| ---------------- | ------------------ |
| NAME             | Westphal, Bernd    |
| KURZBESCHREIBUNG | deutscher Diplomat |
| GEBURTSDATUM     | 6. Oktober 1944    |
| GEBURTSORT       | Diez an der Lahn   |